# عبد الرؤوف العيادي
عبد الرؤوف العيادي هو سياسي تونسي ولد في 12 فيفري 1950.عمل محاميا لدى محكمة التعقيب بتونس وهو حاليا رئيس الهيئة التأسيسة لحركة وفاء المنشقة عن المؤتمر من أجل الجمهورية. وقد عرف عن الرجل نضاله لسنين طويلة ضد نظام الاستبداد في تونس خلال فترتي حكم بن علي والزعيم بورقيبة الأمر الذي جعله يعرف ويلات السجون والتتبعات الأمنية زيادة عن المضايقات السياسية.

## بداية النضال السياسي
بدأ عبد الرؤوف العيادي في بداية السبعينات من القرن الماضي عندما قام بالمشاركة في مجموعة افاق المعارضة سنة 1970 ولم تتأخر الأجهزة الأمنية التونسية في القبض عليه وايداعه السجن لمدة ستة أشهر. وفي سنة 1972 تم ايقافه من جديد على اثر انشائه لخلايا عمالية بنية تأسيس حزب عمالي وحكمت عليه المحكمة بالسجن بعد أن اتهمته بالتآمر على أمن الدولة والمس من كرامة رئيس الدولة.

## مشاركته في الثورة
شارك عبد الرؤوف العيادي في جميع تحركات المحامين التونسيين منذ 17 ديسمبر 2010 إلى يوم رحيل بن علي يوم 14 جانفي 2011. وقد وقع أعتقال العيادي رفقة الفقيد شكري بلعيد من قبل البوليس السياسي يوم 28 ديسمبر 2010 حيث تعرض إلى العنف الشديد.

## الترشح للإنتخابات الرئاسية
- قدم عبد الرؤوف العيادي يوم الجمعة 19 سبتمبر 2014 رسميا ملف ترشحه للانتخابات الرئاسية لسنة 2014 بمقر الهيئة العليا المستقلة للانتخابات بضفاف البحيرة بالعاصمة بعد جمعه 14 تزكية من طرف نواب المجلس الوطني التأسيسي .[3][4][5][6]